# Une vierge sur canapé
Pour plus de détails, voir Fiche technique et Distribution.
Une vierge sur canapé (Sex and the Single Girl) est un film américain réalisé par Richard Quine, sorti en 1964.

## Synopsis
Un journaliste sévissant dans la presse à scandale publie un article sur une psychologue, spécialiste en sexologie, dans lequel il met en doute l'expérience amoureuse de cette femme. Non content de son premier éclat, et alors que celle-ci ne décolère pas, il décide d'approfondir la question et la consulte sous un prête-nom. Trouvera-t-il matière pour un nouvel article ?

## Fiche technique
- Titre français : Une vierge sur canapé
- Titre original : Sex and the Single Girl
- Réalisation : Richard Quine
- Scénario : Joseph Heller & David R. Schwartz, d'après le roman d'Helen Gurley Brown
- Musique : Neal Hefti
- Photographie : Charles Lang
- Montage : David Wages
- Production : William T. Orr
- Sociétés de production : Fernwood Productions Inc. & Reynard
- Société de distribution : Warner Bros.
- Pays :  États-Unis
- Langue : Anglais
- Format : Couleur - Mono - 35 mm - 1,85:1
- Genre : Comédie romantique
- Durée : 109 min
- Dates de sortie :
  -  États-Unis : 25 décembre 1964
  -  France : 25 août 1965
- Affiche : Bill Gold (États-Unis)

## Distribution
- Tony Curtis (VF : Michel Roux) : Bob Weston
- Natalie Wood (VF : Jeanine Freson) : Dr Helen Gurley Brown
- Henry Fonda (VF : René Arrieu) : Frank Broderick
- Lauren Bacall (VF : Paule Emanuele) : Sylvia Broderick
- Mel Ferrer (VF : Gabriel Cattand) : Dr Rudolph DeMeyer
- Edward Everett Horton (VF : Pierre Leproux) : Le Chef
- Fran Jeffries (VF : Monique Mélinand) : Gretchen
- Otto Kruger (VF : Lucien Bryonne) : Dr Marshall H. Anderson
- Howard St. John (VF : Jean-Henri Chambois) : Randall
- Leslie Parrish (VF : Michèle Bardollet) : Susan
- Larry Storch (VF : Roger Rudel) : Le motard de la police
- Stubby Kaye (VF : Jacques Marin) : « Speed » Vogel
- Max Showalter (VF : Michel Gudin) : Holmes
- William Lanteau (VF : Michel Gudin) : Sylvester
- Helen Kleeb : Hilda
- Count Basie : Lui-même

## Autour du film
À plusieurs reprises, il est fait allusion à Jack Lemmon ou à Certains l'aiment chaud, film dans lequel Tony Curtis et Jack Lemmon étaient à l'affiche aux côtés de Marilyn Monroe.
La jetée de Malibu sert de cadre à la scène du suicide par noyade.
La longue séquence de poursuite en voiture se déroule sur le Sepulveda boulevard de Los Angeles. On reconnaît l'entrée du tunnel Sepulveda situé sous Mullholland Drive. La scène s'achève à l'aéroport de Los Angeles et son emblématique Theme Building,  plate-forme d'observation circulaire achevée en 1961 et classée monument historique-culturel de Los Angeles en 1993.
Titres interprétés par Fran Jeffries :
- Sex and the Single Girl composé par Neal Hefti,
- The Anniversary Song composé par Al Jolson et  Saul Chaplin (1946), accompagnement Count Basie et son orchestre,
- What Is This Thing Called Love? composé  par Cole Porter (1929), accompagnement Count Basie et son orchestre.

Le single « Sex and the Single Girl » interprété par Fran Jeffries sera présent dans son deuxième album chez MGM Records intitulé « Fran Jeffries Sings About Sex and The Single Girl » qui sortira la même année.